# Sangihe Besar
Sangihe Besar (auch Sangir, Sanghir oder Sangi geschrieben, zu deutsch: „Groß Sangihe“) ist die größte Insel im indonesischen Sangihe-Archipel. 
Sie ist 45 km lang und 15 km breit. Die höchste Erhebung ist der 1320 m hohe Vulkan Awu. Ein Ausbruch hat am 2. März 1856 über 6000 Menschen das Leben gekostet. Südlich des Awu liegt an der Westküste die Hafenstadt Tahuna, die größte Stadt der Sangihe-Inseln. Eine weitere Hafenstadt ist Tabukang. 
Zwischen Sangihe Besar und der im Süden gelegenen Nachbarinsel Siau liegt der unterseeische Vulkan Banua Wuhu, der zuletzt 1919 aktiv war. 
Die Bewohner werden zu den Sangiresen (indonesisch: Suku Sangir) gerechnet und sprechen eine eigene Sprache, das Sangir, auch Sangihé, Sangi, oder Sangih genannt. Sangir, eine austronesische Sprache wird mit den ebenfalls in der Region gesprochenen kleinen Sprachen Talaud, Bantik und Ratahan zur Sangirischen Sprache gezählt, die ihrerseits zu den philippinischen Sprachen gehört.
Sangihe Besar ist die Heimat des Sangihe-Kuskus (Strigocuscus sangirensis), einer kleinen Kletterbeutlerart, sowie der Sangihe-Zwergohreule (Otus collari). 